# Río Araviana
El Araviana es un curso de agua del interior de la península ibérica, afluente del Rituerto. Discurre a través de la provincia española de Soria y forma parte de la cuenca del Duero.

## Descripción

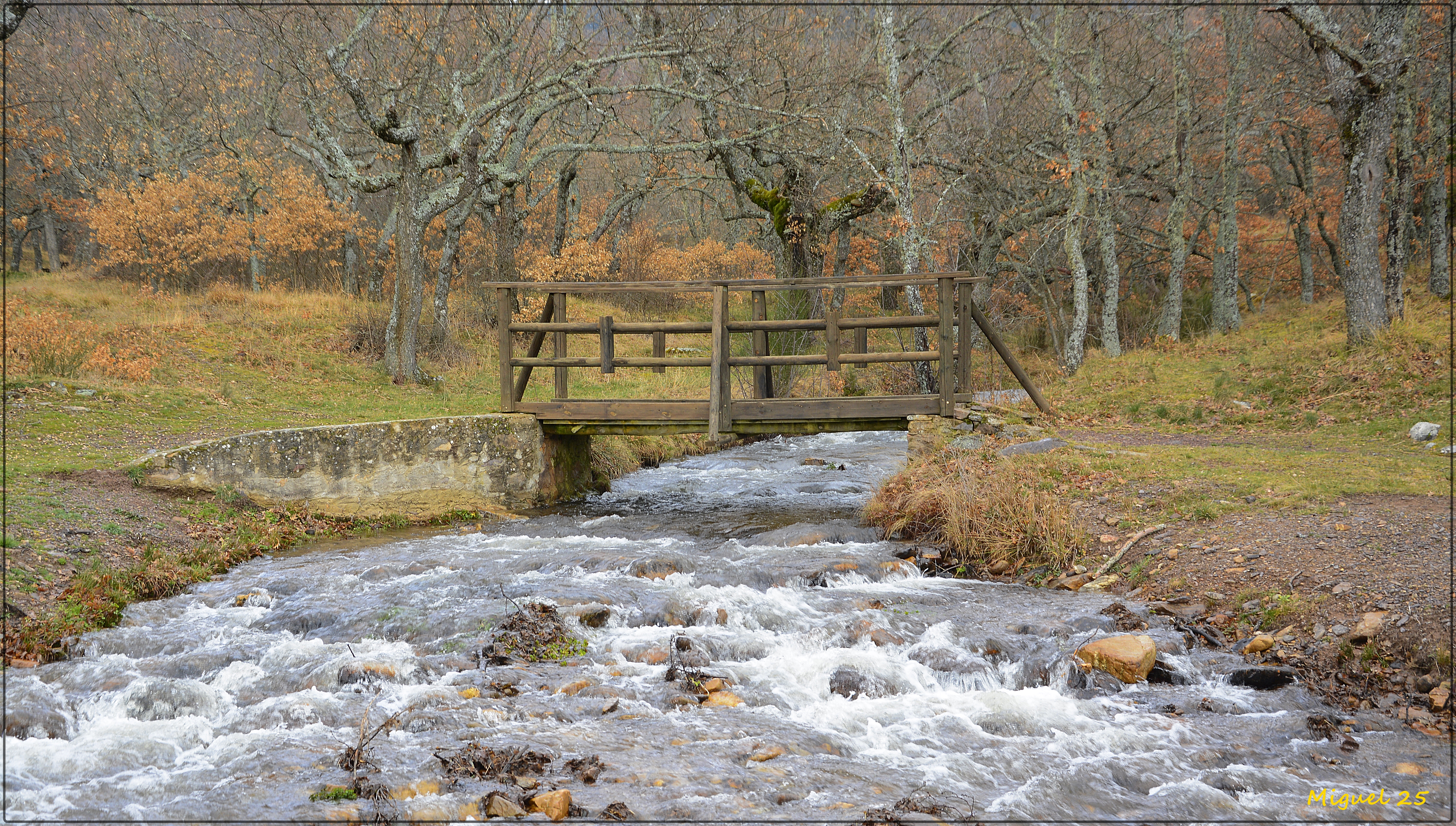
Río Araviana en Cueva de Ágreda

Pertenece a la cuenca hidrográfica del Duero. El río, que nace en la ladera sur del Moncayo, es de caudal escaso y muy irregular en verano. Deja a ambos lados de su curso localidades como Cueva de Ágreda, Noviercas, Ólvega y Pinilla del Campo. Desemboca en el río Rituerto.
A mediados del siglo XIX, su curso alto era hogar de truchas y otros peces. Aparece descrito en el segundo volumen del Diccionario geográfico-estadístico-histórico de España y sus posesiones de Ultramar de Pascual Madoz de la siguiente manera:

ARAVIANA: riach. en la prov. de Soria, part. jud. de Agreda : tiene su origen en la falda meridional del Moncayo á las inmediaciones del pueblo de la Cueva : baña por su dere. los térm. de este pueblo y los de Noviercas, Olbega y Cardejon ; y por la izqd. los de Villamediana y Pinilla del Campo, uniéndose en los térm. de éste al Rituerto : en su tránsito se encuentran diferentes molinos harineros, que por la escasez de las aguas solo pueden moler á represadas, y aun algunos solo en invierno, porque en el verano generalmente se interrumpe el curso de este r. á las 2 1/2 leg. de su nacimiento, siendo solo en este pequeño trozo donde cria algunas truchas y otros peces.
(Madoz, 1846, pp. 455-456)